# Andrea Maria Sterk
Andrea Maria Sterk (in croato Andrija Marija Šterk, in sloveno Andrej Marija Sterk; Volosca, 28 novembre 1827 – Trieste, 17 settembre 1901) è stato un vescovo cattolico croato.

## Biografia
Nacque il 28 novembre 1827 a Volosca, in Istria, da genitori croati. Dopo aver completato gli studi primari e secondari tra Volosca e Fiume, proseguì la sua formazione teologica presso il seminario di Gorizia, venendo ordinato sacerdote il 24 settembre 1853.
Iniziò il suo ministero come cappellano a Portole e successivamente a Trieste, nella chiesa di Santa Maria Maggiore e nella cattedrale di San Giusto. Dal 1866 al 1880 fu parroco a Laurana, dove si guadagnò il soprannome di apostolo di Trieste per il suo approccio obiettivo e le sue attività di beneficenza. Nel 1894 l'imperatore Francesco Giuseppe I lo nominò vescovo di Veglia; la conferma di papa Leone XIII giunse il 18 maggio 1894. Ricevette la consacrazione episcopale a Trieste il successivo 24 giugno, per mano dell'arcivescovo metropolita di Gorizia e Gradisca Luigi Mattia Zorn, co-consacranti il vescovo di Trieste e Capodistria Giovanni Nepomuceno Glavina, il vescovo di Lubiana Jakob Missia e il vescovo di Parenzo e Pola Giovanni Battista Flapp. 
Nel 1896, dopo le dimissioni del vescovo Glavina, divenne vescovo delle diocesi di Trieste e Capodistria. Assunse l'incarico a Trieste l'8 settembre e a Capodistria il 18 ottobre 1896.
La sua nomina si inserì in un contesto di forti tensioni etniche tra italiani e slavi e cercò di promuovere un clima di convivenza tra le diverse comunità. Tuttavia, le sue iniziative, come l'introduzione di celebrazioni in sloveno, suscitarono l'opposizione di elementi irredentisti italiani, che lo accusarono di voler "slavizzare" Trieste. Durante il suo episcopato affrontò numerosi attacchi e intimidazioni contro i fedeli sloveni e croati, cercando di sostenere le attività religiose della sua diocesi.
Morì a Trieste il 17 settembre 1901 e fu sepolto presso il cimitero monumentale di Sant'Anna.
Si distinse per il suo impegno nella promozione dei diritti e della dignità dei croati e sloveni, fondando la società di Maria Santissima nel 1899 per le donne e le ragazze slovene e organizzando missioni per rafforzare la vita religiosa. Tuttavia, la sua gestione fu caratterizzata da sfide crescenti, e alla sua morte, le autorità comunali si rifiutarono di partecipare al suo funerale come segno di protesta. Nonostante le avversità, è ricordato per la sua nobiltà di carattere e per il suo costante impegno a favore della comunità.

## Genealogia episcopale
La genealogia episcopale è:
- Cardinale Scipione Rebiba
- Cardinale Giulio Antonio Santori
- Cardinale Girolamo Bernerio, O.P.
- Arcivescovo Galeazzo Sanvitale
- Cardinale Ludovico Ludovisi
- Cardinale Luigi Caetani
- Cardinale Ulderico Carpegna
- Cardinale Paluzzo Paluzzi Altieri degli Albertoni
- Cardinale Flavio Chigi
- Papa Clemente XII
- Cardinale Giovanni Antonio Guadagni, O.C.D.
- Cardinale Cristoforo Migazzi
- Vescovo Michael Léopold Brigido
- Arcivescovo Sigismund Anton von Hohenwart, S.I.
- Arcivescovo Augustin Johann Joseph Gruber
- Arcivescovo Joseph Walland
- Vescovo Anton Alojzij Wolf
- Arcivescovo Andreas Gollmayr
- Arcivescovo Luigi Mattia Zorn
- Vescovo Andrea Maria Sterk